# Hoya elliptica
Hoya elliptica ist eine Pflanzenart der Gattung der Wachsblumen (Hoya) aus der Unterfamilie der Seidenpflanzengewächse (Asclepiadoideae).

## Merkmale
Hoya elliptica ist eine ausdauernde, kletternde Pflanze mit windenden Trieben. Die stielrunden Triebe sind blass und kahl und haben einen Durchmesser von 4 mm. Die Blätter sind gestielt, die Stiele sind abgeflacht und 5 bis 7 mm lang. Blattspreiten sind länglich-elliptisch, 4,5 bis 10 cm lang und 2,5 bis 4,5 cm breit. Sie sind fleischig, dunkelgrün und kahl. Basis und Apex sind stumpf gerundet. Die Ränder sind steif und etwas zurück gebogen. Auffallend ist die helle, schildförmige Blattnervatur.
Die doldenförmigen Blütenstände sind vielblütig (bis 30 Blüten) mit konvex gewölbter Oberseite. Der Blütenstandsstiel ist dick, leicht rosa gefärbt und etwa 2,5 cm lang, Die dünnen, schwach rosa Blütenstiele sind 2,5 bis 5 cm lang und schwach flaumhaarig. Die Kelchblätter sind länglich-eiförmig, etwa 2 mm lang und stumpf endend. Sie sind blassrosa und schwach flaumig behaart. Die weiße Blütenkrone misst 1,5 bis 2 cm im Durchmesser. Sie ist außen kahl, innen spärlich mit schwachen flaumigen Haaren bedeckt. Die Kronblattzipfel sind verkehrt herzförmig und fein zugespitzt. Die weißen Zipfel der Nebenkrone sind sehr schmal länglich-eiförmig und stumpf auslaufend. Der äußere Fortsatz ist blasenartig aufsteigend, und apikal schmal gekielt. Der innere Fortsatz ist kurz pfriemlich. Der Griffelkopf ist abgeflacht, mittig etwas aufgewölbt. Die Pollinien sind länglich-sichelförmig mit außen ansetzenden häutigen Membranen (Flügel). Die Caudiculae sind dick, das Corpusculum sehr groß. Es ist am unteren Ende flach und weist seitlich zwei Membranen (Flügel) auf. Die spindelförmige Balgfrucht ist häufig blassrosa und misst 15 – 20 cm in der Länge und 0,5 cm im Durchmesser. Die Blüte duftet nach süßlichem Parfüm.

## Geographische Verbreitung und Habitat
Das Verbreitungsgebiet von Hoya elliptica erstreckt sich von Thailand über die Malaiische Halbinsel bis nach Singapur. Der Lebensraum der Art sind tropische Regenwälder.

## Taxonomie
Hoya elliptica wurde von Joseph Dalton Hooker (1817–1911), botanisches Kürzel Hook.f. 1885 eingeführt. Der Holotyp wurde bei Malakka gesammelt und wird im Herbarium Kew Gardens aufbewahrt (K Maingay 3286).